# 테일 퀘일
테일퀘일(Tale Quale, TQ)는 무역 거래시 곡물의 품질을 결정하는 방식 중 하나로, 매도인이 선적할 때의 품질은 보장하나, 양륙할 때의 품질상태에 대해서는 책임을 지지 않는 조건을 말한다. 선적품질조건(船積品質條件), 미착품매매(未着品買賣)라고도 한다.